# Ayapana
Ayapana es un género de especies de plantas herbáceas perennes tropicales de América, estrechamente ralacionada con el género  Eupatorium.  Las hojas de alguna especie, como la Ayapana triplinervis, son utilizadas en medicina. Comprende 21 especies descritas y solo 17 aceptadas.

## Taxonomía
El género fue descrito por Édouard Spach y publicado en Histoire Naturelle des Végétaux. Phanérogames. La especie tipo es: Ayapana officinalis Spach. 

## Especies aceptadas
A continuación se brinda un listado de las especies del género Ayapana aceptadas hasta junio de 2012, ordenadas alfabéticamente. Para cada una se indica el nombre binomial seguido del autor, abreviado según las convenciones y usos.
- Ayapana amygdalina (Lam.) R.M.King & H.Rob.[6]
- Ayapana ecuadorensis R.M.King & H.Rob.
- Ayapana elata (Steetz) R.M.King & H.Rob.
- Ayapana haughtii R.M.King & H.Rob.
- Ayapana herrerae R.M.King & H.Rob.
- Ayapana hylophila (B.L.Rob.) R.M.King & H.Rob.
- Ayapana jaramillii R.M.King & H.Rob.
- Ayapana lanceolata R.M.King & H.Rob.
- Ayapana lopez-palaciosii V.M.Badillo
- Ayapana ornatiloba (B.L.Rob.) R.M.King & H.Rob.
- Ayapana ornithophora (B.L.Rob.) R.M.King & H.Rob.
- Ayapana pilluanensis (Hieron.) R.M.King & H.Rob.
- Ayapana robinsonii S.Díaz
- Ayapana stenolepis (Steetz) R.M.King & H.Rob.
- Ayapana tovarensis (B.L.Rob.) R.M.King & H.Rob.
- Ayapana trinitensis (Kuntze) R.M.King & H.Rob.
- Ayapana triplinervis (Vahl) R.M.King & H.Rob.
- Ayapana turbacensis (Hieron.) R.M.King & H.Rob.